# Черният делфин
Черният делфин (на руски: Чёрный дельфин, официално наименование Федерална държавна институция „Изправителна колония №6, Управление на Федералната служба по изпълнение на наказанията в Оренбургска област“ на руски: Федеральное казённое учреждение «Исправительная колония № 6 Управления Федеральной службы исполнения наказаний по Оренбургской области, до 2007 г. ЮК-25/6) е руски затвор с особен режим, в който затворниците излежават доживотните си присъди, разположен в град Сол-Илцек, край езерото Развал, в Оренбургска област, близо до границата с Казахстан. Това е най-големият затвор в Русия с капацитет от 1600 души. Към настоящия момент броят на осъдените е 863, в това число педофили, терористи, серийни убийци, канибали, политически затворници, а броят на служителите възлиза на 900 души.

## История
Първите затвори, в които се излежават доживотни присъди в Оренбургска област, се появяват по време на царуването на императрица Екатерина II.
| „               | Историята на „Черния делфин“ датира от времето на Екатерина II. След потушаването на въстанието на Пугачов през 1773 г. в тези части на страната възниква нужда от пространство за изгнание на разбойниците. Изминат векове, но целта на институцията никога не се променя. Силните стени в Оренбургските степи еднакво вярно са служили на всички руски владетели, затворът винаги е бил затвор. | “ |
| Н. Богоутдинова | |   |

В този затвор през 1942 г. умира известната немска актриса Карола Неер..
Получава статут на затвор за доживотно осъдени на 1 ноември 2000 г.

## Описание
Затворът получава неофициалното си име „Черният делфин“ заради фонтана, поставен пред главния вход на сградата, изобразяващ скулптура на черен делфин, която е изработена от самите затворници.
В затвора се поддържа строга изолация, като контактите между затворниците са забранени. Всяка килия се поделя между двама и четирима осъдени, като има и такива в пълна изолация (например убийци, канибали). За да се избегнат конфликтите, пазачите се избират след работа с психолог. Затворниците са под постоянно видеонаблюдение, а светлините никога не се изключват. Когато се един затворник се извежда от килията си, той е под конвой и задължително в екипа присъства обучено куче. Денят на затворниците започва в 6 часа сутринта, а през следващите 16 часа им е строго забранено да сядат или лягат на леглата си. Осъдените се хранят със супа и хляб четири пъти дневно, като са им разрешени единствено книги, вестници и радио, включвано от контролен пункт, като това е единствената им връзка с външния свят. Характерна особеност за този затвор е, че когато се местят от една сграда в друга, затворниците са с превръзка на очите, за да не могат да направят план на затвора, и вървят наведени напред и с ръцете над гърба – тази ситуация позволява по-лесен контрол на затворника от страна на охранителите. Минималният брой пазачи, придружаващи един затворник, са трима души и ръководителят на кучето. Затворниците са проверявани на всеки 15 минути, размерът на всяка килия е 4,5 м², а затворниците са отделени от вратите и прозорците с масивни стоманени пръти, като по този начин килията се образува от клетка в клетката. От преградения прозорец се вижда тънка ивица небе. Ежедневно разходките са по час и половина (при добро поведение могат да се увеличат до два часа), като затворниците прекарват времето в специална килия. Когато офицерите на затвора дават команди на затворниците, те трябва да отговарят с думите да, гражданино началник (на руски: есть, гражданин начальник).
Приблизителното ежедневие в „Черния делфин“:
- 6:00 — събуждане, оправяне на леглата, сутрешен тоалет, почистване на килията.
- 6:30 — закуска, включване на радиото.
- 7:15 — включване на електрическите контакти. Затворниците могат да използват електрически самобръсначки, а също и да кипнат вода, за да пият чай, ако разполагат с чаени листенца, или вряла вода.
- 8:00 — начало на сутрешната проверка, изключване на радиото.
- 9:00 — преглед на затворниците от лекар.
- 10:00 — сутрешна разходка в специална килия, дълга няколко метра. В същото време пациентите се откарват в болничното отделение.
- 13:00 — обяд.
- 13:40 — почистване на килията.
- 14:00 – 17:00 — радиото се включва отново.
- 18:00 — вечеря, с продължителност 40 минути.
- 20:00 — вечерна проверка.
- 20:30 — изключване на електрическите контакти.
- 22:00 — отбой.